# گاسا، بوتان
گاسا (به لاتین: Gasa) یک منطقهٔ مسکونی در بوتان (کشور) است که در استان گاسا واقع شده‌است.
 گاسا  ۳٬۱۱۶ نفر جمعیت دارد.